# Falcognana
Falcognana è una frazione di Roma Capitale (zona "O" 50 A-B), situata in zona Z. XXIII Castel di Leva, nel territorio del Municipio Roma IX (ex Municipio Roma XII).
Sorge al quattordicesimo km di via Ardeatina.

## Storia
Il toponimo di questa località deriverebbe, secondo l'autorevole studioso della campagna romana Antonio Nibby, dal nomen gentilizio dei Falconi, famiglia patrizia romana ricordata nel II secolo, che avrebbe avuto alcune proprietà nella zona.
Presso Casale Abbruciato lo stesso Nibby, intorno al 1825, riferisce di aver visto massi squadrati in peperino, fregi e rocchi di colonne in granito secondo lui riconducibili ad un edificio risalente all'epoca dell'imperatore Adriano (117-138).
Ad ogni modo il toponimo è attestato già da una bolla di papa Onorio III del 1217, con cui il papa ricorda tra i possessi della basilica dei Santi Bonifacio e Alessio sull'Aventino "turrim cum vineis, ortis, canapinis, silvis in Falconiano". La torre in questione sarebbe quella cosiddetta "de' Preti". In un altro documento del 1315 il Nibby identifica l'attuale località Spregamore con il casale di "Pisciafore" appartenente ad un certo Paolo Berardi.
Nel 1395 la chiesa di S. Maria Nova la cede in scambio al monastero di San Sisto, al quale papa Bonifacio IX diede la facoltà di venderla. Successivamente, nel 1427 durante il pontificato di papa Martino V, fu venduta dai Petrucci ai Colonna e, nel 1432, fu da Odoardo Colonna venduta a Giacomo Cenci, figlio di Alessio. A questa fase risale il toponimo di Porzia Cenci dato ad una parte della tenuta.
Nella prima metà dell'Ottocento la Falcognana era divisa in tre tenute: una Falcognana "vecchia" di 476 rubbi romani (circa 880 ettari), comprendente i quarti di Lungo, de' Preti, Porzia Cenci, Prisca e Giostra, ed i prati del Casale, della Macchiarella e de' Preti; ed una Falcognana "nuova" di 1097 rubbi (circa 2027 ettari) comprendente i quarti di Tor di Sasso, Santa Serena, Porta Medaglia, Rocca Priora, Donna Olimpia e San Giovanni in Campo: entrambe queste due tenute appartenevano alla famiglia Riccardi. Vi era poi una Falcognana Cenci, appartenente all'omonima famiglia, estesa 398 rubbi (735 ettari) e comprendente i quarti della Mola, della Capanna, di Casale Abbruciato, del Fico e di Tor di Nona, i quarticcioli delle Vigne e di Spregamore, ed i prati della Macchiarella e del Cerqueto.
Nel 1903 Domenico Lanza lo acquistò dal principe Boncompagni.
Il primo insediamento urbanistico fu opera degli imprenditori Guerrino e Mario Lotti che, a partire dal 1953, costruirono le prime case sul terreno di loro proprietà, formando il Borgo Lotti, a circa 2 km dal Santuario della Madonna del Divino Amore.
In una cava lungo la via Ardeatina è stata ricavata una discarica, individuata come sito alternativo a Malagrotta per ospitare i rifiuti di Roma. La capacità della nuova discarica dovrebbe essere di 900.000 metri cubi, per un conferimento previsto di 110.000 metri cubi l'anno, 300 tonnellate al giorno. Ad ogni modo le autorità competenti hanno garantito che il sito resterà operativo solo per due anni, benché la capacità teorica possa arrivare a 9 anni.
Il 23 settembre 2013 il Consiglio regionale del Lazio ha approvato una risoluzione indirizzata alla giunta ed al presidente Nicola Zingaretti con cui si garantisce l'impegno a vigilare sul conferimento dei rifiuti nella discarica di Falcognana. I residenti nell'area e nel relativamente vicino comune di Marino hanno espresso il loro dissenso in alcune manifestazioni.

## Odonimia
A parte la via dei Casali di Porta Medaglia e quella dedicata all'agronomo e poeta Zaccaria Betti, le altre strade di Falcognana sono tutte dedicate a zoologi italiani.